# Яли (река)
Яли — река в России, протекает по территории Юшкозерского сельского поселения Калевальского района Республики Карелии.
Исток — в 15 км севернее автодороги 86К-3 («Р21 „Кола“ — Калевала — Лонка»). Устье реки находится в 61 км по правому берегу реки Шомба на высоте — 119,8 м над уровнем моря. Длина реки составляет 19 км.

## Данные водного реестра
По данным государственного водного реестра России относится к Баренцево-Беломорскому бассейновому округу, водохозяйственный участок реки — Кемь от Кривопорожского гидроузла и до устья. Речной бассейн реки — бассейны рек Кольского полуострова и Карелии, впадает в Белое море.
Код объекта в государственном водном реестре — 02020001012102000004580.